# Министерство по делам женщин и детей Ганы
Министерство по делам женщин и детей Ганы отвечает за разработку политики, способствующей институционализации и развитию вопросов, касающихся женщин и детей. Министерство имеет среди своих целей разработку гендерной политики и руководящих принципов, предлагают программы, которые содействуют делам женщин и детей и развития институтов, которые поощряют возможности женщин.
Министерство было создано в 2001 году администрацией Джона Куфораа. Глава министерства — министр по делам женщин и детей.

## Повестка дня министерства
- Отмена торговли детьми
- Увеличение числа женщин, задействованных в основных секторах правительства
- Просвещение женщин о домашнем насилии
- Совершенствование законодательства о бытовом насилии